# Backwards (album)
Backwards – studyjny album grupy Soft Machine nagrany z taśm nie przeznaczonych do publikacji i wydany w 2002 r.

## Historia i charakter albumu[2]
Taśmy, z których powstał ten album, nie były pierwotnie przeznaczone do wydania w jakiejkolwiek postaci. Dzięki współczesnej technice udało się je na tyle uzdatnić, że można je było opublikować na cyfrowym nośniku (CD). Jest to zasługą Matta Murmana. Tym niemniej, chociaż rezultat jego pracy jest znakomity, nagrania nie spełniają wszystkich dzisiejszych standardów.

### Moon in June
Pokazówka (ang. demo) „Moon in June” pochodzi z prawie całkowicie zniszczonego acetatu i wykonanego prawdopodobnie tylko w jednym egzemplarzu. Udało się usunąć trzaski i szumy, a nawet uzupełnić braki w dwóch jego miejscach.
Po zakończonym w „Hollywood Bowl” 14 września 1968 r. amerykańskim tournée, każdy z trzech muzyków poszedł swoją drogą. Mike Ratledge powrócił do Londynu, Kevin Ayers udał się na hiszpańską wyspę Deya, a Robert Wyatt pozostał przez resztę roku w USA, najpierw w Kalifornii, a potem w Nowym Jorku. Jeszcze w Hollywood odbyła się w październiku sesja nagraniowa w słynnym studiu TTG, a potem w listopadzie sesja w Record Plant w Nowym Jorku. Zostały wtedy nagrane dwa długie utwory pokazowe „Rivmic Melodies” i „Moon in June”. „Rivmic Melodies” został gdzieś zagubiony. Ocalał „Moon in June”. Ta piosenka została później jeszcze nagrana i ukazała się na Volume Two i po kolejnym nagraniu na Third.
Źródłem tego utworu są dwie piosenki „That’s How Much I Need You Now” i „You Don’t Remember”. Wyatt także kilkakrotnie poprawiał tekst do tego 20-minutowego dzieła.

### Kwintet
Majowa taśma z 1970 r. została nagrana tuż po sesjach do albumu Third. Została ona znaleziona na strychu przez Maca MacLeoda, któremu tę taśmę podarował Rod Yallop (który odpowiadał za trasy koncertowe Soft Machine). MacLeod dał ją archiwiście i projektantowi graficznemu Philowi Smee. Ten z kolei przekazał ją firmie Cuneiform Records, która słynie z troski o jakość wydawanych albumów Soft Machine.
W tym momencie zespół był już kwartetem (Elton Dean, Mike Ratledge, Hugh Hopper i Robert Wyatt), który został właściwie uznany za „klasyczny”.

### Septet
Taśmy septetu jakimś cudem przetrwały od 1969 r. Mają one niebywałą wartość historyczną, ze względu na krańcowo małą liczbę nagrań siedmioosobowego Soft Machine. Grupa powiększyła się w październiku 1969 r. Stało się to dzięki znajomości z Keith Tippett Group. Oba zespoły wystąpiły razem w sierpniu 1969 r. na Plumpton Festival. W kilka tygodni później, gdy Keith Tippet Group występowała w klubie „Ronnie Scott’s”, menedżer Soft Machine poprosił Eltona Deana, Marka Chariga i Nicka Evansa o wzmocnienie Soft Machine. Keith Tippett i muzycy wyrazili zgodę i Soft Machine dobrali jeszcze jednego saksofonistę Lyna Dobsona.
Septet po raz pierwszy wystąpił na belgijskim festiwalu w Amougies 28 października i przez następne dwa miesiące grupa koncertowała głównie we Francji, wszędzie wywołując mieszane reakcje publiczności, gdyż część fanów zespołu nie przyjęła tej zmiany w sposób pozytywny. Apogeum protestów nastąpiło 8 grudnia podczas występu w „Salle de la Mutualité” w Paryżu. Publiczność podzieliła na połowy; gdy jedna połowa wyrażała entuzjazm, druga – protestowała.
Sam zespół również miał problem z wykorzystaniem sekcji dętej. Miał on dwa źródła: techniczne i muzyczne. Sprzęt, którym posługiwał się zespół, był daleko niewystarczający. Od strony muzycznej brakowało idei, czy sekcja dęta powinna być tylko „ornamentem” czy pełnić ważniejszą funkcję. Przy aż siedmiu muzykach otwierały się właściwie tylko dwie możliwości. Pierwsza: grupa usztywni swoje aranżacje, co było niechętnie przyjmowane przez „klasyczny” trzon grupy. Druga: w grupie zapanuje totalny chaos muzyczny, na co również nie można było pozwolić.
Problem rozwiązał się sam, gdyż Evans i Charig odeszli z zespołu. Pozostały kwintet radził sobie bardzo dobrze, o czym świadczą nagrania oraz świeżo odnaleziony film z koncertu w Paryżu wydany na DVD.

## Muzycy
- Mike Ratledge – organy, elektryczne pianino
- Hugh Hopperr – gitara basowa
- Robert Wyatt – perkusja, śpiew [wszystkie utwory; w utworze 6 Wyatt gra na wszystkich instrumentach na pierwszej połowie i na dodatkowych instrumentach klawiszowych na drugiej połowie]
- Elton Dean – saksofon altowy, saxello [1,2,3,4,5]
- Mark Charig – kornet [4, 5]
- Lyn Dobson – saksofon sopranowy, saksofon tenorowy [4, 5]
- Nick Evans – puzon [4, 5]

## Spis utworów
| Nr | Tytuł utworu             | Autorzy        | Długość |
| -- | ------------------------ | -------------- | ------- |
| 1. | „Facelift”               | H. Hopper      | 18:49   |
| 2. | „Moon in June”           | Wyatt          | 7:38    |
| 3. | „Esther’s Nose Job”      | Ratledge       | 12:55   |
| 4. | „Facelift”               | H. Hopper      | 8:32    |
| 5. | „Hibou Anemone and Bear” | Ratledge/Wyatt | 4:00    |
| 6. | „Moon in June”           | Wyatt          | 20:46   |
|    |                          |                | 1:12:40 |

## Opis płyty
- Oryginalne nagranie – autorzy nagrań pozostają nieznani
- Miejsce i data nagrania – 1–3 maja 1970, Londyn, Anglia; 4, 5 koniec listopada 1969, Paryż, Francja; 6 – pierwsza połowa – październik i listopad 1968 w USA, druga połowa –połowa 1969 r. w Anglii
- Cyfrowy transfer –

Michael King
Studio – Sounds Good, Kanada
Matt Murman
SAE Mastering
- Końcowy mastering i czyszczenie dźwięku – Matt Murman
- Studio – SAE Mastering
- Koordynacja wydania – Steven Feigenbaum
- Fotografie kwartetu – Shep Shepherd
- Projekt okładki, naklejki itd. – Bill Ellsworth
- Firma nagraniowa – Cuneiform Records
- Numer katalogowy CD – RUNE 170
- © Soft Machine